# Józef Chełmoński

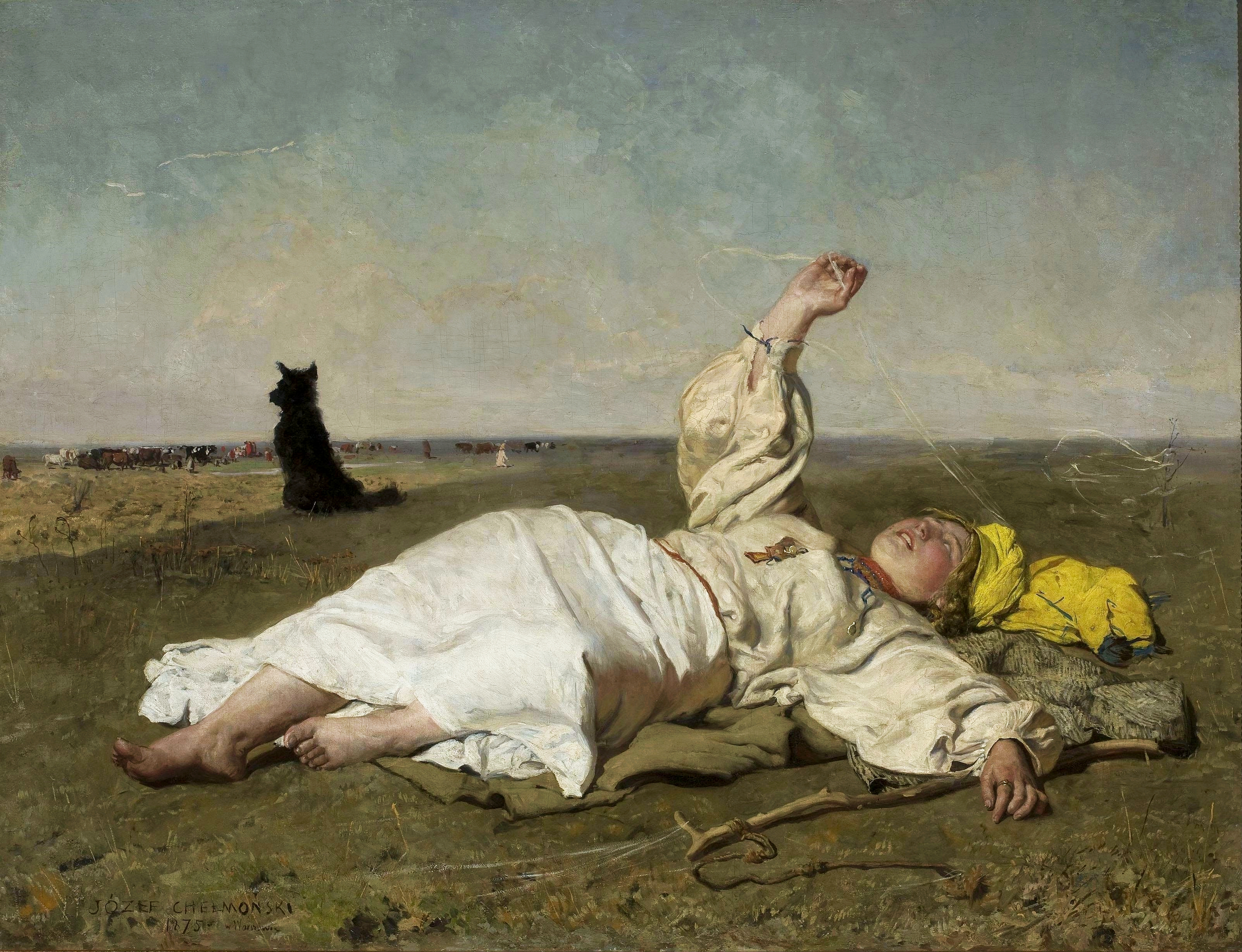
„Vară indiană”, 1875

Józef Marian Chełmoński (n. 7 noiembrie 1849, Boczki - d. 4 iunie 1914, Kuklówka Zarzeczna) a fost un pictor polonez realist. Artistul a fost primul președinte al Societății artiștilor polonezi „Sztuka” și a făcut parte din Grupul de la München.

## Biografie
Chełmoński s-a născut în localitatea Boczki de lângă Łowicz, în centrul Regatului Poloniei (1815 - 1831) aflat sub suzeranitate rusă denumit Polonia Congresului. Primul profesor de desen a fost tatăl său, pictorul Józef Adam Chełmoński. După terminarea liceului din Varșovia, Józef a studiat la Academia de Arte Frumoase din Varșovia (1867 - 1871), luând în același timp lecții particulare de la Wojciech Gerson. Între anii 1871 - 1874, Chełmoński trăiește la München unde lucrează cu pictorii polonezi ce gravitau în jurul lui Józef Brandt și Maksymilian Gierymski devenind astfel unul dintre membrii Grupului de la München. Aici studiază câteva luni la Academia lui H. Anschutz și A. Strahuber. În anul 1872 și 1874, Chełmoński vizitează teritoriile Poloniei fărâmițate, Munții Tatra și Ucraina.
Primele sale picturi au fost făcute sub puternica influență a lui Gerson. Lucrările ulterioare ale artistului au constat îndeosebi din peisaje. Din anul 1875, urmează consacrarea pictorului Chełmoński după plecarea sa la Paris, unde deschide mai multe expoziții importante. Ca urmare a celebrității, Józef Chełmoński are o mulțime de comenzi, din această cauză, în efortul său de a le onora, se constată scăderea nivelului artistic al pânzelor sale.
Urmează o perioadă de călătorii, între anii 1878 și 1887, Chełmoński revine în Polonia, vizitează Viena și Veneția. În 1887 se stabilește în Polonia, respectiv în anul 1889 se stabilește în localitatea Kuklówka Zarzeczna. Legătura sa cu patria și peisajele natale sunt calitățile relevate în majoritatea operelor sale. Din această perioadă rămân posterității cele mai valoroase picturi.
Chełmoński a reprezentat în artă, tendința așa numită „Pictura patriotică poloneză”.
El a murit în Kuklówka aproape Grodzisk Mazowiecki în 1914.

## Galerie imagini

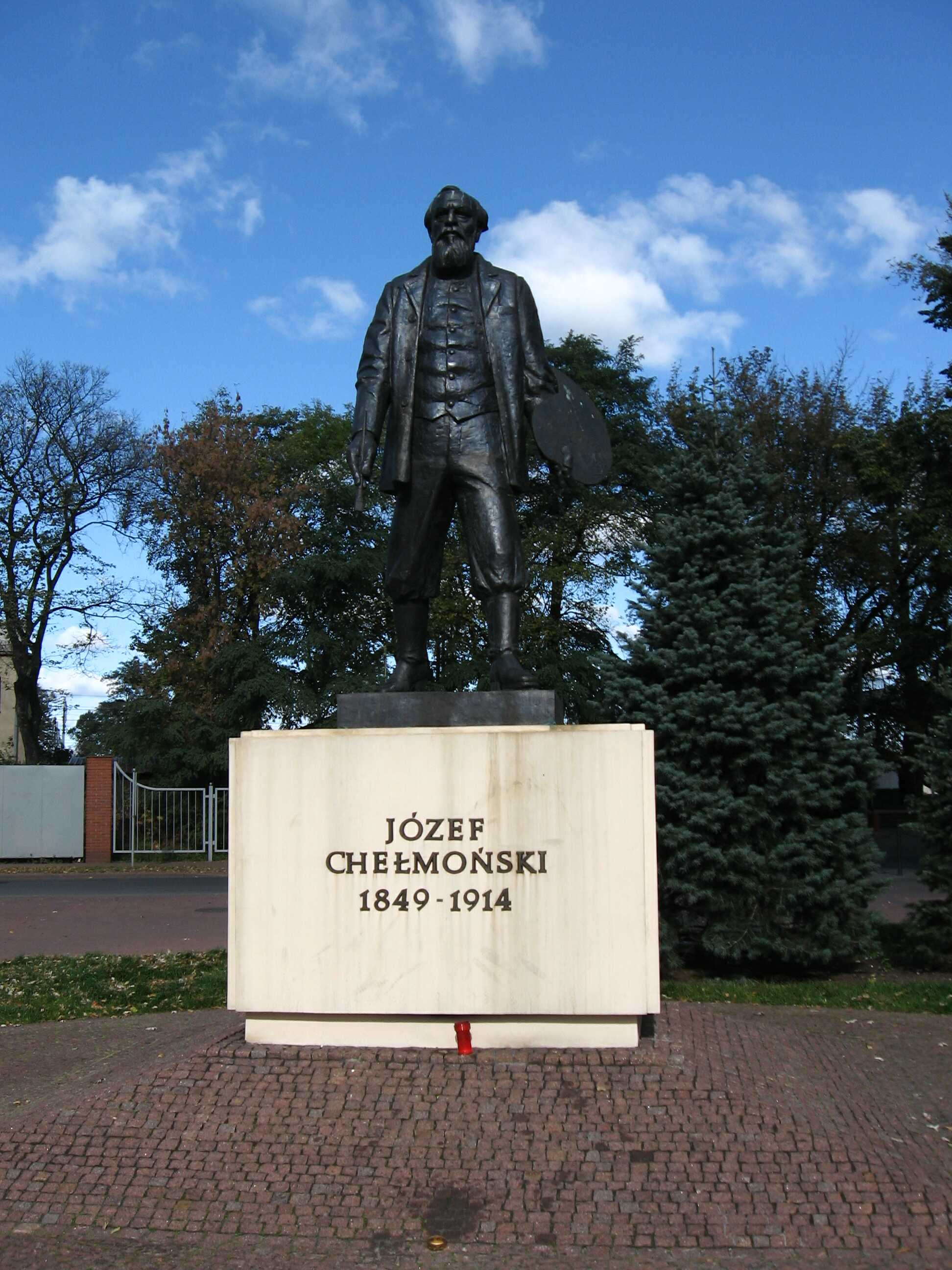
Monumentul Józef Chełmoński din  Grodzisk Mazowiecki
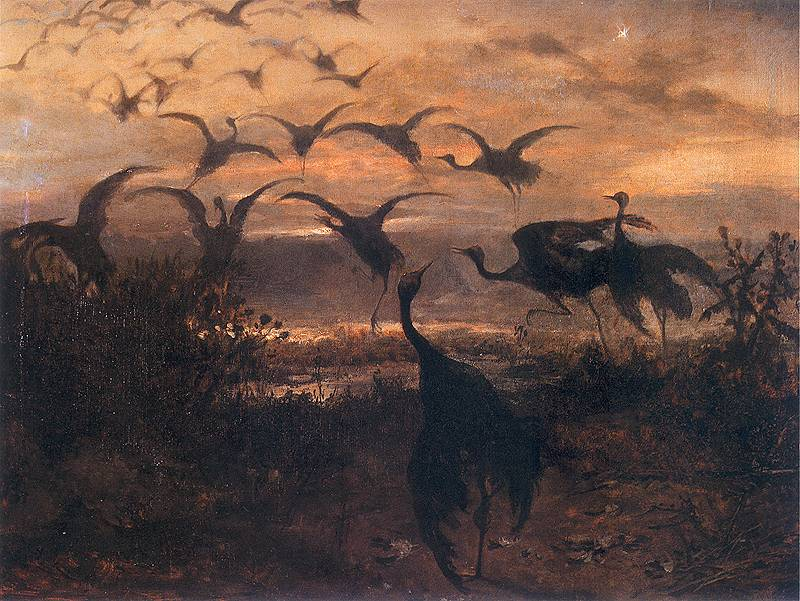
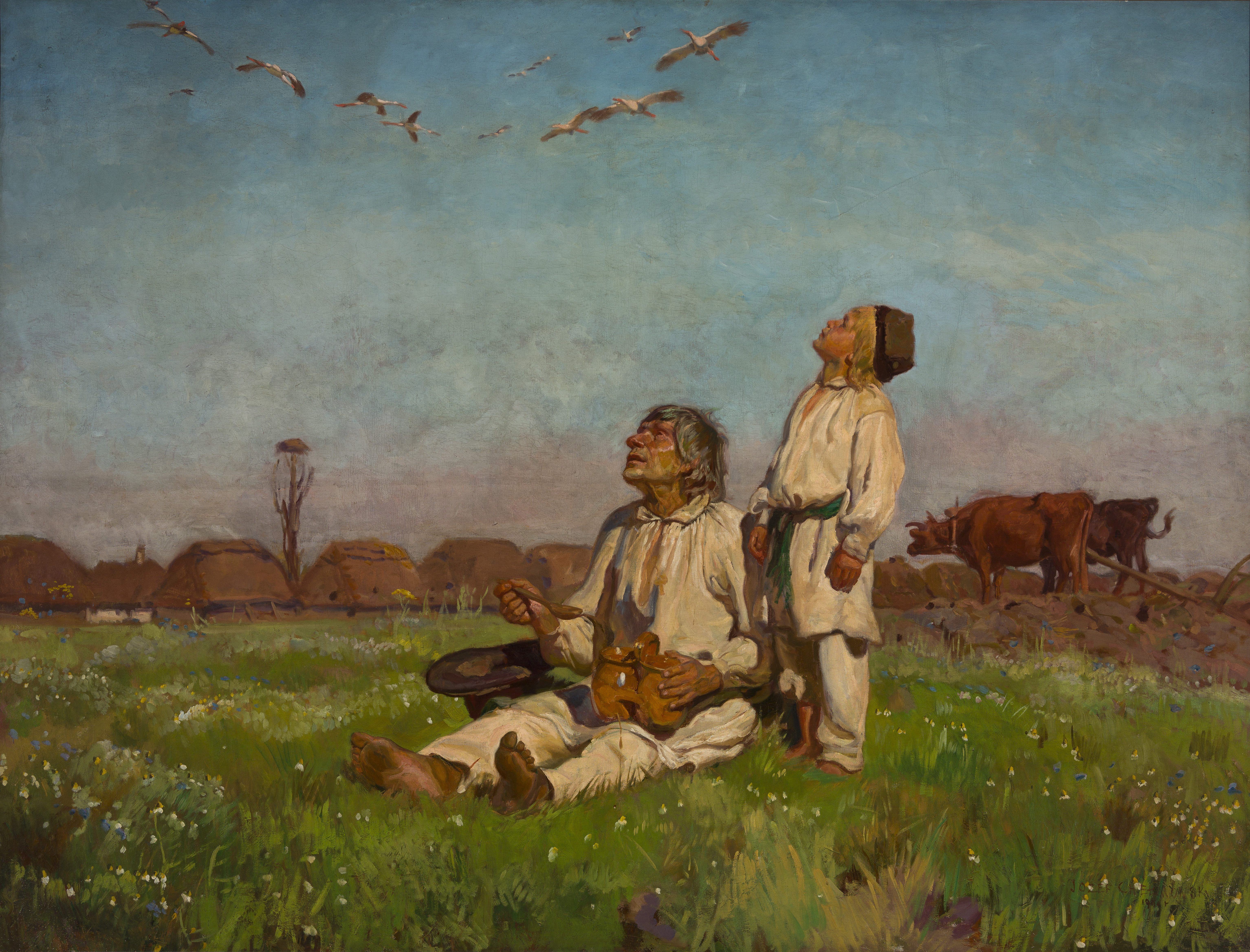
Berze, 1900
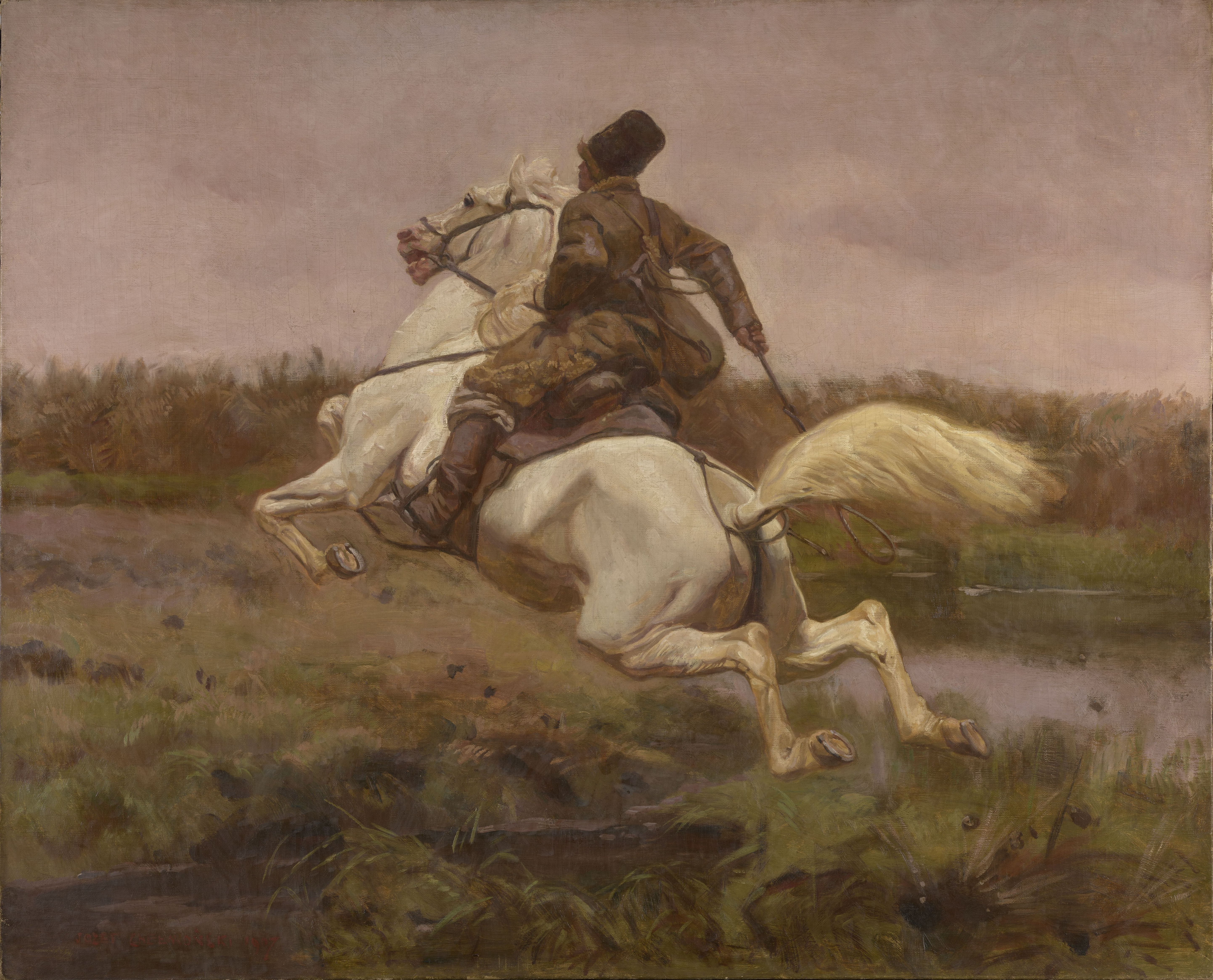
Cazaci călare, 1907
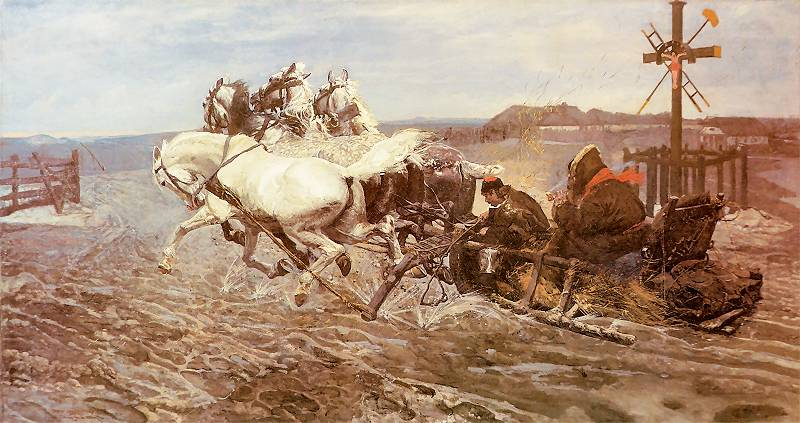
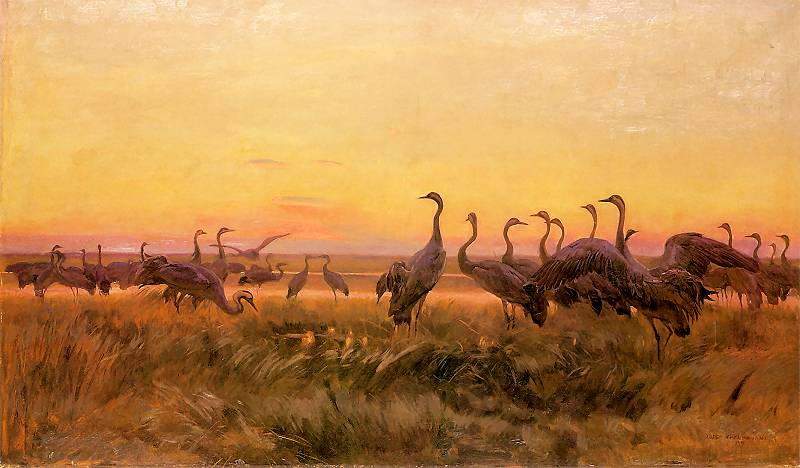
Patru (Pe stepă), 1881

## Varia
- Józef Chełmoński în timpul studiilor lui la München, a stârnit senzație cu îmbrăcămintea sa. Purta colanti rosii de cavalerie rusă, sacou bleumarin și șapca conductorilor feroviari de pe ruta Varșovia - Viena.
- Filiala PTTK în Zyrardow recunoaște turistic insigna "Prieten al Pământului Chełmońskiego".
- În Łowiczu există Școala de Artă Joseph Chełmońskiego.
- În Nałęczów există Școala de Artă Joseph Chełmońskiego.